# Suavi
Mehmet Suavi Saygan (* 26. August 1950 in Kırıkkale) ist ein Sänger aus der Türkei.

## Leben und Karriere
Suavi wurde  als Sohn einer Beamtenfamilie geboren. Als Jugendlicher gründete er seine erste Band »Meçhuller« (»Die Unbekannten«). Mit dieser finanzierte er sich zunächst sein Architekturstudium in Ankara und legte auf diese Weise den Grundstein für seine spätere musikalische Karriere.
Im Jahr 1996 gewann Suavi den Musikwettbewerb »Altın Anten« (»Die goldene Antenne«) und durfte daraufhin die Türkei beim Songcontest Asiens »Voice of Asia« vertreten, den er auch gewann. 1997 wurde er in der Türkei als bester Komponist und Interpret ausgezeichnet. Suavi vertonte  Gedichte von Nazim Hikmet, Ahmed Arif und Hasan Hüseyin Korkmazgil.
Mit seiner jetzigen Band arbeitet er seit 2002 zusammen. Die Musik versteht er als Kommunikationsmittel seines sozialen Engagements. In den Texten greift er soziale und gesellschaftliche Probleme und Fragestellungen auf. Seine Musik ist eine Mischung aus traditionellen türkischen und westlichen Klangformen, was sich sowohl in der Besetzung des Ensembles als auch in der Auswahl der Instrumente zeigt.
Suavi war auch  mit Grup Yorum auf der Bühne.

## Diskografie

### Alben
- 1991: Deli Gönlüm (Mein verrücktes Herz)
- 1992: Yıllar Sonra (Aydın mısın?) (Nach Jahren)
- 1995: Yalıçapkını (Eisvogel)
- 1999: Tükenme (Erschöpfe nicht)
- 2002: Çığlık Çığlığa
- 2011: Gül'le Diken Arasında (Zwischen der Rose und dem Dorn)
- 2015: Drama Köprüsü (Drama Brücke)

### Singles (Auswahl)
- 1995: Yalıçapkını
- 1995: Hasret Türküsü
- 1999: Tükenme
- 2015: Drama Köprüsü
- 2015: Deniz Üstü Köpürür